# Laurisa Landre
Laurisa Landre, född 27 oktober 1985 i Pointe-à-Pitre, är en fransk tidigare handbollsspelare, som spelade som mittsexa.

## Karriär
Laurisa Landre spelade från 2003 i Fleury Loiret HB. Med Fleury nådde hon semifinalen i EHF Cup säsongen 2011–2012. Hon bytte sedan klubb till Le Havre AC HB. I denna klubb blev hon två gånger utsedd till bästa mittsexa i franska ligan 2013 och 2014. Le Havre drabbades av finansiella svårigheter 2015 och hon började spela för rumänska  SCM Craiova. Från säsongen 2017–2018 spelade hon för Metz HB, och vann sin första franska ligatitel. Sommaren 2018 bytte hon klubb till Toulon Saint-Cyr Var HB. Han avslutade sin karriär i Toulon 2020.

## Landslagskarriär
Laurisa Landre debuterade 29 år gammal i franska landslaget den 11 juni 2015 i en EM-kvalmatch i Sala mot Slovakien. Landre mästerskapsdebuterade i Frankrike vid VM 2015. I OS i Rio de Janeiro 2016 var hon med och vann Frankrikes första medalj i OS, en silvermedalj. Samma år var hon med i det franska bronslaget vid EM 2016 i Sverige. Ett år senare tog hon sin främsta merit då Frankrike vann VM-titeln vid VM i Tyskland 2017. Hon var med i truppen till EM 2018 i Frankrike men kom inte till spel.